# Uroentedon verticillatus
Uroentedon verticillatus är en stekelart som beskrevs av William Harris Ashmead 1904. Uroentedon verticillatus ingår i släktet Uroentedon och familjen finglanssteklar. Inga underarter finns listade i Catalogue of Life.